# Tag der offenen Tür (Film)
Tag der offenen Tür ist ein deutsches Fernsehspiel der beiden niederländischen Regisseure Pim de la Parra und Wim Verstappen in Schwarzweiß aus dem Jahr 1967. Bei dem Streifen handelt es sich um einen experimentellen Kurzfilm von 35 Minuten Dauer. Das Drehbuch verfasste Günter Herburger zusammen mit Peter Märthesheimer. Zum ersten Mal ausgestrahlt wurde der Film am 27. Oktober 1967 im Deutschen Fernsehen (ARD).

## Handlung
Das Werk ist eine Mischung von TV-Spiel und dokumentarischer Reportage. Ein „Tag der offenen Tür“ – hier bei der US-Army in Frankfurt am Main – ist der dokumentarische Hintergrund. Um ihren Sonntag auszufüllen, sich zu beschäftigen, besucht ein junges Ehepaar mit seiner kleinen Tochter die Darbietungen der amerikanischen Truppen. Die sehr unterschiedlichen Interessengebiete der Eheleute, das technische Desinteresse der Frau und die angeberische Betriebsamkeit des Mannes schaffen eine gereizte Atmosphäre. Man streitet sich um Nichtigkeiten, zerrt an dem Kind und trennt sich. Abends zu Hause entlädt sich dann die angestaute Spannung und Frustration des Mannes.

## Kritik
Der Evangelische Filmbeobachter hält den hier eingeschlagenen Versuch, Fiktion und Wirklichkeit miteinander zu verbinden, für misslungen, betont aber, dass dies nicht an der Methode liege, sondern an dem „mehr als schwachen Drehbuch. Außerdem hatten die beiden niederländischen Jungregisseure […] und Provospezialisten keinerlei Beziehung zu ihrem Stoff, wie das kolportagehafte Ende des Films beweist. Kamera und Regie interessieren sich mehr für das auf Hochglanz polierte Kriegsgerät als für die Eheprobleme des Paares, denen man mit einigen mehr oder weniger deutlichen Hinweisen auf Sexualsymbole kaum gerecht wird.“